# Кућа Читаковића
Кућа Читаковића се налази у селу Горњи Мушић, недалеко од Мионице и налази се на списку списку споменика културе од великог значаја. У кући су живеле познате личности из времена Карађорђевог устанка Јован и његов син Петар.

## Изглед куће
Кућа Читаковића је једна од најстаријих у Мионичком крају. Сврстава се у ред већих, старих зграда с подрумом исод једног дела основе. Кућа је габарита 10,89х11,20 метра. Обзиром да талпе једне бочне стране куће чине средишњи преградни зид, може се претпоставити да је првобитна грађевина била дводелна, па се доградњом дошло до петоделне куће, а том приликом је реконструисан кров, који је покривен ћерамидом, а на чијем врху је дрвени завршетак крушколиког облика. У прилог овој претпоставци говори и положај двоја врата на кући. Огњиште је померено према средини у односу на преградни зид собе а сачувана је и посебна пирамидална конструкција за одвођење дима изнад огњишта према димњаку који је зидан на врху конструкције.
Овде се појављује једно решење које није уобичајено, два конструктивна стуба у простору куће који су непосредно уз огњиште. лево идесно од улазних врата, а изнад два реда хоризонталних талпи изведени су целом дужином долапи. Постављени су у "поље" ван основне равне површине спољног зида а подупрти су дрвеним косницима. Долап на краћој страни, према зиду собе је једноделан и имао је функцију "воднице" (полице за држање видрица) кога власници зову водени долап. На дужој страни је низ од три спојена долапа са малим крилима. Остали део зграде грађен је у бондручној конструкцији.
Подрум је зидан каменом и састоји се из два дела који су подељени бондручном преградом са испуном од чатме. У оба дела се улази двокрилним, широким вратима а довратници су зидани од посебно обрађеног камена и завршени лучном конструкцијом. Конструкција изнад подрума је од масивних дрвених греда са навлакама које скраћују распоне. Кућа је изузетно вредан пример народног градитељства на коме се јасно сагледава хоризонтални развој стаамбеног простора, Од дводелне ка сложеној основи насталој касној фази коришћења зграде. Посебну вредност јој дају изузетни долапи.